# Stundsig
Stundsig ligger i Sydvestjylland og er en lille bebyggelse, beliggende mellem Horne og Ringkøbingvejen. I Stundsig er der 7-8 huse. Det ene er et gammelt forsamlingshus. Stundsig forbindes ofte i omegnen med gårdbutikken Stundsig Landæg. Landsbyen ligger i Varde Kommune og hører til Region Syddanmark.
|  | Denne artikel om lokaliteten Stundsig kan blive bedre, hvis der indsættes et (bedre) billede. Du kan hjælpe ved at afsøge Wikimedia Commons for et passende billede eller lægge et op på Wikimedia Commons med en af de tilladte licenser og indsætte det i artiklen. |

55°42′N 8°31′Ø / 55.700°N 8.517°Ø